# Mindelo
Mindelo (Mindel trong tiếng Creole Cabo Verde) là một thành phố cảng của Cabo Verde.
Mindelo nằm ở phía bắc của đảo São Vicente ở Cabo Verde. Mindelo cũng là nơi đóng trụ sở của giáo xứ Nossa Senhora da Luz, và thành phố của hòn đảo này. Thành phố này là chiếm 92,6% dân số của toàn bộ hòn đảo.

## Lịch sử
Có một trạm than trong Mindelo trong thời gian điều hàng hải tàu hơi nước của người Anh. Các công ty than Randall được thành lập tại các tuyến đường vận chuyển của châu Âu, Nam Phi, Ấn Độ, Úc và châu Phi và Nam Mỹ. Trong những ngày đầu của 1875, công ty có tên Cory Brothers giảm mạnh giá than làm tăng số lượng tàu đến chuyến 669 mỗi năm vào năm 1879. Khi cảng được xây dựng ở Dakar, Senegal và trong quần đảo Canary, số lượng tàu giảm nhưng tăng để phục vụ cho khoảng 2.000 tàu mỗi năm trong thế kỷ 20. Trong năm 1952, các trại than đã được loại bỏ như thuyền chuyển sang động cơ diesel.
Năm 1885, Mindelo là trạm chuyển mạch cáp điện báo đầu tiên xuyên Đại Tây Dương. Năm 1912, Mindelo đã trở thành một trạm cáp quan trọng trên thế giới.
Mindelo trở thành thủ đô văn hóa của quốc gia nói tiếng Bồ Đào Nha / tiểu bang cùng với thủ phủ Lusophone năm 2003. Mindelo cũng được coi là thủ đô văn hóa của Cape Verde.

## Địa lý
Thành phố được bao quanh bởi các dãy núi. Núi trọc nằm về phía đông, và núi Vigia nhỏ hơn làm ranh giới rìa phía tây của thành phố. Phía nam nằm một loạt các ngọn núi trọc màu nâu Monte Cara, và Morro Branco cao điểm nằm về phía tây bắc. Sông Ribeira Julião chảy qua thành phố Ribeira Julião.
Thấp hơn một chút là một sự mở rộng đô thị được đặt tên Lazareto là nhỏ hơn nhiều và chạy đến phần dưới của Cara Monte.
Mindelo's deep-water port, Porto Grande, is connected to Mindelo Bay, an underwater volcanic crater, and is used for cruise ships and other commercial traffic. The Ilhéu dos Pássaros, an islet at the entry of the Porto Grande, is 82 m (269 ft) above sea level and has a lighthouse. There is a ferry boat named Mar d'Canal that goes from Mindelo to Santo Antão and back twice a day, carrying up to 450 passengers and about a hundred cars and trucks.
Cảng nước sâu Mindelo, Porto Grande, được kết nối với vịnh Mindelo, một miệng núi lửa núi lửa dưới nước, và được sử dụng cho tàu du lịch và giao thông thương mại khác. Ilhéu dos Pássaros, một hòn đảo nhỏ ở lối vào của Porto Grande, cao 82 m trên mực nước biển và có một ngọn hải đăng. Có một tuyến phà có tên là Mar d'Canal đi đến Mindelo Santo Antão và quay trở lại hai lần một ngày, mang theo 450 hành khách và khoảng một trăm xe ô tô và xe tải.
Nền kinh tế bao gồm chủ yếu của doanh nghiệp, câu cá, chèo thuyền, vận chuyển và du lịch thường phát triển gần đây. 